# Gomya troglophila
Gomya troglophila es una especie de coleóptero de la familia Latridiidae.

## Distribución geográfica
Habita en Fiyi.